# San Pedro Acatlán Grande
San Pedro Acatlán Grande är en ort i Mexiko.   Den ligger i kommunen San Juan Mazatlán och delstaten Oaxaca, i den sydöstra delen av landet, 500 km sydost om huvudstaden Mexico City. San Pedro Acatlán Grande ligger 678 meter över havet och antalet invånare är 629.
Terrängen runt San Pedro Acatlán Grande är kuperad, och sluttar österut. Runt San Pedro Acatlán Grande är det glesbefolkat, med 9 invånare per kvadratkilometer. Närmaste större samhälle är Santiago Malacatepec, 10,0 km väster om San Pedro Acatlán Grande. I omgivningarna runt San Pedro Acatlán Grande växer i huvudsak städsegrön lövskog.